# Antonia Pütz
Antonia Pütz (* 30. Dezember 1987) ist eine ehemalige deutsche Handballspielerin.
Die 1,75 m große Rückraumspielerin spielte seit 2000 bei DJK/MJC Trier, wo sie zur Saison 2007/08 erstmals einen Lizenzspielervertrag für die 1. Mannschaft, die der Bundesliga angehört, erhielt. Nach der Saison 2010/11 wechselte sie zum Zweitligisten TuS Weibern. Dort beendete sie ein Jahr später aus gesundheitlichen Gründen ihre Karriere.